# 미하일 밀
미하일 레온티예비치 밀(러시아어: Михаил Леонтьевич Миль, 1909년 11월 22일 ~ 1970년 1월 31일)은 소비에트의 항공우주공학자이다. 그는 소비에트의 다양한 헬리콥터 모델을 만드는 제작사인 밀 모스크바 헬리콥터 공장의 설립자이다.

## 참고
- Pederson, Jay. International Directory of Company Histories, Vol. 24, St James Press (1998) ISBN 1-55862-365-5
- Bull, Stephan. Encyclopedia of Military Technology and Innovation, Greenwood (2004) ISBN 1-57356-557-1
- Gordon, Yefim. Soviet Air Power in World War II. Midland Publishing (2008) ISBN 1-85780-304-3